# Бернгард, Авраам
Авраам Бернгард (после принятия христианства — Иван, 1762—1832) — российский врач и автор записки против обвинения евреев в ритуальных преступлениях.
Работал гражданским и военным врачом в разных городах Северо-Западного края, опубликовал ряд трудов по медицине. Его записка «Свет во мраке Самогиции», направленная Павлу I, по мнению историков, оказала существенное влияние на императора при рассмотрении кровавого навета на евреев.

## Биография
Родился в 1762 году. Учился в Лондоне (1789), практиковал в Газенпоте. В 1798 году признан Петербургской медицинской коллегией доктором и назначен врачом в Шавлях (Виленская губерния).
В 1802 году Бернгард был уволен со службы по болезни, но в 1805 году командирован в армию; служил (1806) в кобринском военном госпитале, занимал (1808) должность главного доктора всех литовских госпиталей (при этом произведён в надворные советники), работал в слонимском временном военном госпитале, а в 1810 году вновь уволен со службы.
После увольнения Бернгард занялся практикой в Митаве, поселился потом в Москве, но в 1812 году назначен в минскую врачебную управу инспектором; впрочем, в следующем году Бернгард вновь был уволен. В 1819 году был определён инспектором в виленскую врачебную управу, но в 1822 году опять был вынужден покинуть службу.
Однако в 1824 году (Юлий Гессен предполагает, что Бернгард именно в это время крестился) вновь назначен в минскую врачебную управу; в следующем году император Александр I приказал увеличить Бернгарду жалованье в связи с публикацией его сочинения «Медико-топографическое описание города Вильны» на немецком языке. В 1826 году Бернгард представил министру внутренних дел Василию Ланскому запрос на разрешение печатать сочинение «Beiträge zur medicinischen Policey und geschichtlichen Arzneikunde», в котором он, среди прочего, предложил запретить евреям ранние браки и обратил внимание на ускоренное погребение у евреев (сочинение одобрено конференцией Медико-хирургической академии).
Умер в 1832 году.

## Записка «Свет во мраке Самогиции»
Среди бумаг, найденных в кабинете Александра I после его смерти, имелось письмо «доктора медицины Бернарда из Шавля» и представленная при нём записка ο евреях под заглавием «Свет во мраке Самогиции», заключающая в себе «при общем описании гонений на евреев в средних веках, особенно сведения ο двух следственных делах по поводу подозрения их в убийстве христианских детей для получения их крови, будто бы употребляемой ими в праздники Пасхи, и разные доказательства из Моисеева закона и Талмуда против подобного обвинения».
Указание на то, что Бернгард был врачом в Шавлях (1798—1802 гг.), свидетельствует, что записка относится к тому времени, когда в 1799 году, в царствование Павла I, в Витебской губернии происходил разбор сенненского дела, которым поэт и сенатор Гавриил Державин пытался воспользоваться против евреев и которому он отвел место в своём «Мнении»; это предположение подтверждается тем, что прочие документы, найденные в кабинете Александра I, относятся к царствованию Павла I.
По мнению историков, записка Бернгарда оказала существенное влияние на мнение Павла I в отношении расследования сенненского дела и жалобы шкловских евреев на графа Семёна Зорича, владельца Шклова, которую рассматривал Державин. Император приказал Державину не вмешиваться в расследование уголовного дела в Сенно и рассматривать жалобу на Зорича без обобщений о присущих евреям «злодействах».

## Публикации
Бернгард опубликовал следующие работы:
- Gründe für die Inokulation; dem Lithauischen Landvolke gewidmet (нем.). — Mitau, 1799.
- Observations sur l’enterrement prématuré des Juifs à. — Mitau, 1799.; то же на немецком языке Bemerkungen über das frühe Beerdigen der jüdischen Leichen. — Mitau, 1802.
- Medicinischchirurgiche Beobachtungen in den Kriegshospitälern zu Kobrin und Slonim gesammelt (нем.)., (в 2 частях)
- Behandlung eines epidemischen Wurmfiebers, das im Jahr 1796 in Curland herrschte (нем.) // Hufeland’s Journal f. prakt. Arzeneikunde. — 1797.
- Медико-топографическое описание города Вильны. (на немецком языке)
- Beiträge zur medicinischen Policey und geschichtlichen Arzneikunde (нем.).